# Reddellzomus cubensis
Reddellzomus cubensis är en spindeldjursart som beskrevs av Armas 2002. Reddellzomus cubensis ingår i släktet Reddellzomus och familjen Hubbardiidae. Inga underarter finns listade i Catalogue of Life.